# Kim Nasmyth

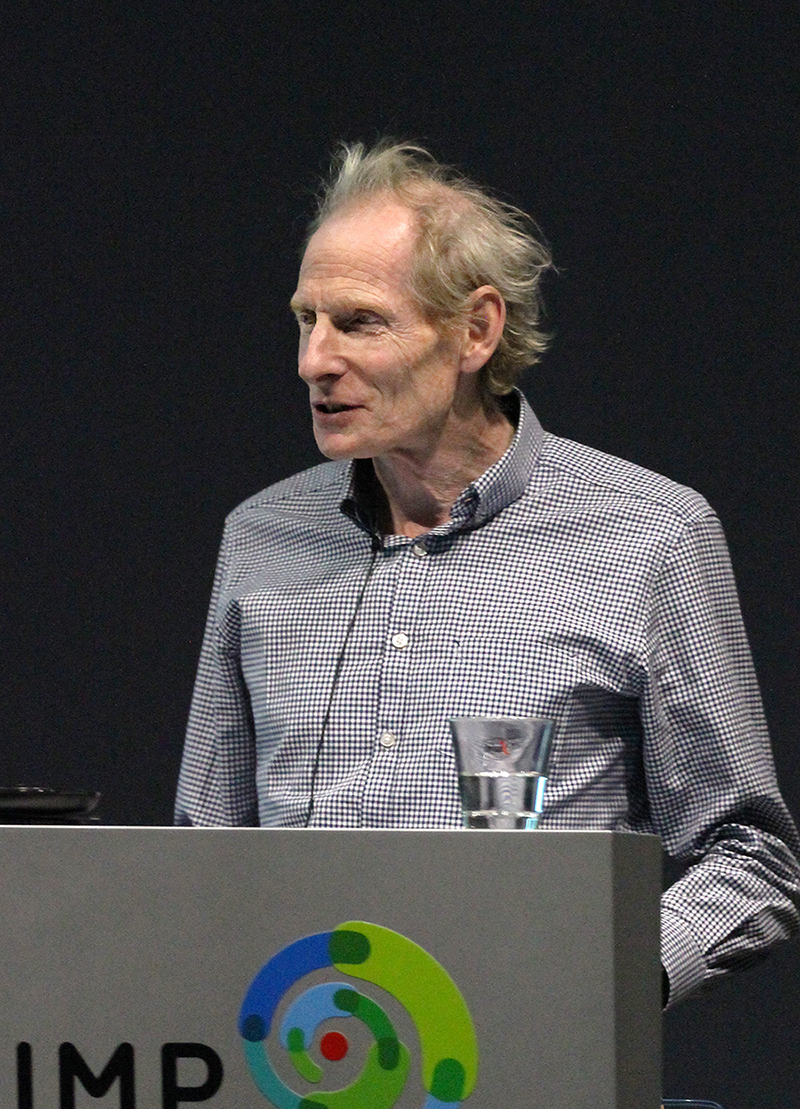
Kim Nasmyth

Kim Ashley Nasmyth (* 18. Oktober 1952 in London, England) ist ein britischer Zellbiologe und Molekulargenetiker. Er ist Professor für Biochemie an der University of Oxford in Oxford, Vereinigtes Königreich.

## Leben
Nasmyth besuchte das Eton College und studierte an der University of York in York, England, Biologie. Er erwarb 1977 mit der Arbeit „DNA replication in the fission yeast Schizosaccharomyces pombe“ an der University of Edinburgh in Edinburgh in Schottland einen Ph.D. Als Postdoktorand arbeitete er bei Benjamin D. Hall an der University of Washington in Seattle, Washington, und anschließend als Stipendiat der Robertson Foundation am Cold Spring Harbor Laboratory in Cold Spring Harbor, New York. Von 1982 bis 1987 war er Forschungsmitarbeiter am Laboratory of Molecular Biology in Cambridge, Vereinigtes Königreich. 1988 wechselte er an das Forschungsinstitut für Molekulare Pathologie (IMP, Research Institute of Molecular Pathology) in Wien, Österreich, dessen Leitung er 1997 übernahm. An der Universität Wien hatte er zusätzlich eine Honorarprofessur für molekulare Genetik inne. 2005 erhielt Nasmyth eine Professur für Biochemie an der University of Oxford in Oxford, Vereinigtes Königreich.

## Wirken
Nasmyth hat besondere Verdienste um die Erforschung der Regulation der Mitose. Er charakterisierte den Anaphase-promoting complex, mit dem mitotische Cycline abgebaut werden, den Cohesin-Komplex, der die Schwesterchromatide vor der Mitose miteinander verbindet, und einen neuen proteolytischen Mechanismus, der bei Beginn der Mitose, die Verbindung der Schwesterchromatide schnell aufbricht. Nasmyths Arbeiten haben erhebliche Bedeutung für das Verständnis chromosomaler Non-Disjunction in Krebszellen und bei genetischen Störungen. Nasmyths wichtigste Modellorganismen sind Hefen.

## Auszeichnungen (Auswahl)
- 1989 Mitgliedschaft in der Royal Society[2]
- 1993 Mitgliedschaft in der Academia Europaea[3]
- 1997 Louis-Jeantet-Preis[4]
- 1999 Mitgliedschaft in der American Academy of Arts and Sciences[5]
- 1999 Wittgenstein-Preis[6]
- 2006 Mitgliedschaft in der Österreichischen Akademie der Wissenschaften[7]
- 2006 Goldenes Verdienstzeichen des Landes Wien[8]
- 2007 Canada Gairdner International Award[9]
- 2018 Breakthrough Prize in Life Sciences
- 2023 Mitglied der National Academy of Sciences